# Football Club Arzignano Valchiampo 2024-2025
Questa voce raccoglie le informazioni riguardanti l'FC Arzignano Valchiampo nelle competizioni ufficiali della stagione 2024-2025.

## Divise e sponsor
Lo sponsor tecnico per la stagione 2024-2025 è Jako. Gli sponsor di maglia sono i seguenti:
- Fratelli Sartori - Passione auto, il cui marchio appare al centro delle divise
- Distretto Veneto della Pelle
- FAB

## Rosa
| N. |                           | Ruolo | Calciatore               |
| -- | ------------------------- | ----- | ------------------------ |
| 1  | Italia (bandiera)         | P     | Elia Boseggia            |
| 2  | Italia (bandiera)         | D     | Riccardo De Zen          |
| 4  | Italia (bandiera)         | D     | Stefano Rossoni          |
| 5  | Italia (bandiera)         | C     | Lorenzo Bordo (capitano) |
| 6  | Albania (bandiera)        | C     | Erald Lakti              |
| 8  | Costa d'Avorio (bandiera) | C     | Lamine Fofana            |
| 9  | Italia (bandiera)         | A     | Simone Menabò            |
| 10 | Italia (bandiera)         | A     | Alberto Lunghi           |
| 11 | Italia (bandiera)         | A     | Giacomo Benedetti        |
| 13 | Italia (bandiera)         | D     | Fabio Cariolato          |
| 14 | Italia (bandiera)         | C     | Mattia Di Virgilio       |
| 16 | Italia (bandiera)         | D     | Cristian Shiba           |
| 17 | Italia (bandiera)         | C     | Gianluca Barba           |

| N. |                   | Ruolo | Calciatore        |
| -- | ----------------- | ----- | ----------------- |
| 18 | Italia (bandiera) | A     | Mattia Minesso    |
| 20 | Italia (bandiera) | C     | Manuel Antoniazzi |
| 21 | Gambia (bandiera) | A     | Sulayman Jallow   |
| 22 | Italia (bandiera) | P     | Filippo Manfrin   |
| 23 | Italia (bandiera) | D     | Edoardo Bernardi  |
| 25 | Italia (bandiera) | C     | Tommaso Brevi     |
| 26 | Italia (bandiera) | D     | Salvatore Boccia  |
| 27 | Italia (bandiera) | D     | Francesco Toniolo |
| 32 | Italia (bandiera) | D     | Elia Campesan     |
| 33 | Italia (bandiera) | D     | Andrea Boffelli   |
| 44 | Italia (bandiera) | P     | Andrea Zanella    |
| 57 | Italia (bandiera) | D     | Alessio Milillo   |
| 72 | Italia (bandiera) | A     | Andrea Mattioli   |
| 96 | Italia (bandiera) | A     | Giuseppe Verduci  |